# Upplands runinskrifter 374
Upplands runinskrifter 374 är en vikingatida runsten av grå granit i Örby, Skepptuna socken och Sigtuna kommun. Runstenen var tidigare inmurad i ugnen i en stuga på Örby gård. Stenen var försvunnen under en tid. Den återfanns emellertid men var slagen i bitar och ristningen är förstörd. Stenen är en så kallad Greklandssten.

## Inskriften
Translitterering av runraden:
[... litu ' rita : stain þino · iftiʀ · o-hu... ...an hon fil o kriklontr kuþ hi-lbi sal...]
Normalisering till runsvenska:
... letu retta stæin þenna æftiʀ ... ... Hann fell a Grikklandi. Guð hi[a]lpi sal[u].
Översättning till nusvenska:
... läto uppresa denna sten efter ... Han föll i Grekland. Gud hjälpe [hans] själ ...